# Kobylany Górne
Kobylany Górne [kɔbɨˈlanɨ ˈɡurnɛ] est un village polonais de la gmina de Repki dans le powiat de Sokołów et dans la voïvodie de Mazovie, au centre-est de la Pologne.
Il est situé à environ 6 kilomètres à l'est de Repki, 12 kilomètres au sud-est de Sokołów Podlaski et à 94 kilomètres à l'est de Varsovie.